# 中野吉晴
中野 吉晴（なかの よしはる、1948年7月24日 - ）は、日本の実業家。雪印メグミルク代表取締役社長や、日本乳業協会会長を務めた。

## 人物・経歴
愛知県出身。愛知県立瑞陵高等学校を経て、1972年神戸大学経営学部卒業、雪印乳業入社。長く営業を担当した。2002年九州統括支店長。2005年取締役家庭用事業部長。2006年取締役常務執行役員。2007年専務取締役。2009年に雪印メグミルクが発足すると同社専務取締役として経営企画などを担当した。2011年から雪印メグミルク代表取締役社長を務め、海外戦略や、システム統合などを進めた。2012年日本乳業協会会長。2015年雪印メグミルク相談役。